# Cyrtodactylus oldhami
Cyrtodactylus oldhami este o specie de șopârle din genul Cyrtodactylus, familia Gekkonidae, ordinul Squamata, descrisă de Theobald 1876. Conform Catalogue of Life specia Cyrtodactylus oldhami nu are subspecii cunoscute.